# Cinommata
Cinommata este un gen de molii din familia Saturniidae. 

## Specii
- Cinommata bistrigata Butler, 1882